# Robert James Woolsey

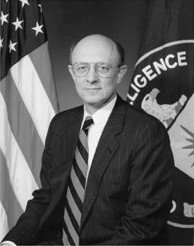

Robert James Woolsey (ur. 21 września 1941) – dyrektor Centrali Wywiadu (DCI) od lutego 1992 do stycznia 1995 roku, przez wiele lat należał do kręgów waszyngtońskiej elity władzy.

Urodzony w Tulsa w stanie Oklahoma, absolwent uniwersytetu Stanford, stypendysta Rhodes, uzyskał dyplom magisterski uniwersytetu w Oksfordzie. Służył w US Army w latach 1968–1970. Pracował nad problemami ograniczenia zbrojeń strategicznych. Służył w sztabie Rady Bezpieczeństwa Narodowego (National Security Council – NSC). W 1970 roku mianowany został generalnym doradcą senackiej komisji sił zbrojnych, dla której pracował do 1973 roku, po czym zajął się prywatną praktyką prawniczą. w latach 1978–1979 był podsekretarzem Marynarki Wojennej, po czym ponownie powrócił do prywatnej kancelarii. W latach osiemdziesiątych uczestniczył w rozmowach rozbrojeniowych, prowadzonych przez przedstawicieli Związku Radzieckiego i NATO. W 1989 roku powołany na amerykańskiego negocjatora, w randze ambasadora, w rokowaniach w sprawie ograniczenia zbrojeń konwencjonalnych w Europie. Po zakończeniu rokowań i podpisaniu porozumienia z ZSRR, w lipcu 1991 roku, raz jeszcze powrócił do prywatnej praktyki prawniczej. Prezydent Clinton powołał Woolseya na stanowisko DCI pod koniec zimnej wojny. Amerykańska Wspólnota Wywiadów oraz CIA wymagały wówczas restrukturyzacji i określenia nowej strategii. CIA było powszechnie krytykowane za pomijanie kobiet w awansach i przydzielaniu zadań, za nielegalne operacje w Gwatemali oraz za niedostatki kontroli wewnętrznej, ujawnione przez zdemaskowanie w 1994 roku Aldricha Amesa, jako radzieckiego kreta. Woolsey zrezygnował ze stanowiska DCI w związku z ostrą krytyką za niewyciągnięcie surowych konsekwencji służbowych wobec urzędników Agencji, którzy byli zwierzchnikami Amesa i mieli obowiązek go nadzorować.

Robert James Woolsey obecnie (2004) jest wiceprezesem Booz, Allen & Hamilton, firmy zajmującej się sprawami globalnego bezpieczeństwa strategicznego i partnerem kancelarii prawniczej Shea & Gardner.